# 岩手県道15号一戸葛巻線
岩手県道15号一戸葛巻線（いわてけんどう15ごう いちのへくずまきせん）は、岩手県二戸郡一戸町から岩手郡葛巻町へ至る県道（主要地方道）である。

## 概要
馬淵川に沿って一戸と葛巻を結ぶ片側1車線の幹線道路。JRバス東北の路線バスも運行されている。
小鳥谷バイパス開通に際しては旧4号の野中橋側寄りを袋小路化（車止めを設置）した為、二戸方面から小鳥谷地区中心部へ入るにはバイパスから当線を経由する事になる。

### 路線データ
- 実延長：24,778.8 m[1]
- 起点：二戸郡一戸町小鳥谷字野中147番2地先[2]（姉帯入口交差点・国道4号交点）
- 終点：岩手郡葛巻町[1]（田代交差点、国道281号交点）

## 歴史
- 1921年（大正10年）4月 - 小本小鳥谷停車場線として県道に認定される。
- 1959年（昭和34年）3月31日 - 県道小本小鳥谷停車場線が分割され、葛巻小鳥谷停車場線として県道に認定される（もう一方は県道宮古葛巻線（現国道340号、国道455号の一部））[3]。
- 1976年（昭和51年）
  - 4月1日 - 葛巻小鳥谷停車場線の一部が、一戸葛巻線として建設省（現・国土交通省）から主要地方道の指定を受ける[4]。
  - 10月1日 - 県道葛巻小鳥谷停車場線が分割され、一戸葛巻線として県道に認定される（もう一方は県道小鳥谷停車場線）[1]。
- 1993年（平成5年）5月11日 - 建設省により改めて主要地方道の指定を受ける[5]。
- 2008年（平成20年）2月9日 - 国道4号小鳥谷バイパス開通[6]に伴い起点を変更[2]（従来の旧道との交点は信号機を撤去し当線を優先道路とした）。

## 地理

### 通過する自治体
- 二戸郡一戸町
- 岩手郡葛巻町

### 交差する道路
- 国道4号（姉帯入口交差点・一戸町小鳥谷字野中）
- 岩手県道271号姉帯戸田線（一戸町姉帯字下村）
- 国道281号（田代交差点、葛巻町葛巻第21地割）